# NGC 5614
NGC 5614 est une galaxie spirale située dans la constellation du Bouvier. NGC 5614 a été découverte par l'astronome germano-britannique William Herschel en 1785.

## Description
Sa vitesse par rapport au fond diffus cosmologique est de 4 067 ± 13 km/s, ce qui correspond à une distance de Hubble de 60,0 ± 4,2 Mpc (∼196 millions d'al).
La classe de luminosité de NGC 5614 est I-II et elle présente une large raie HI.
En compagnie de NGC 5613 et de NGC 5615, NGC 5614 figure dans l'atlas des galaxies particulières de Halton Arp sous la cote Arp 178. Ces trois galaxies sont à des distances différentes et ne constituent pas un groupe de galaxies. Cependant les galaxies NGC 5614 et NGC 5615 forment un couple de galaxies en interaction gravitationnelle et elles font partie du groupe de NGC 5614. On remarque d'ailleurs une queue de marée au nord de NGC 5615.
À ce jour, quatre mesures non basées sur le décalage vers le rouge (redshift) donnent une distance de 35,825 ± 0,943 Mpc (∼117 millions d'al), ce qui est loin à l'extérieur des valeurs de la distance de Hubble. Notons que c'est avec la valeur moyenne des mesures indépendantes, lorsqu'elles existent, que la base de données NASA/IPAC calcule le diamètre d'une galaxie et qu'en conséquence le diamètre de NGC 5614 pourrait être d'environ 48,9 kpc (∼159 000 al) si on utilisait la distance de Hubble pour le calculer.

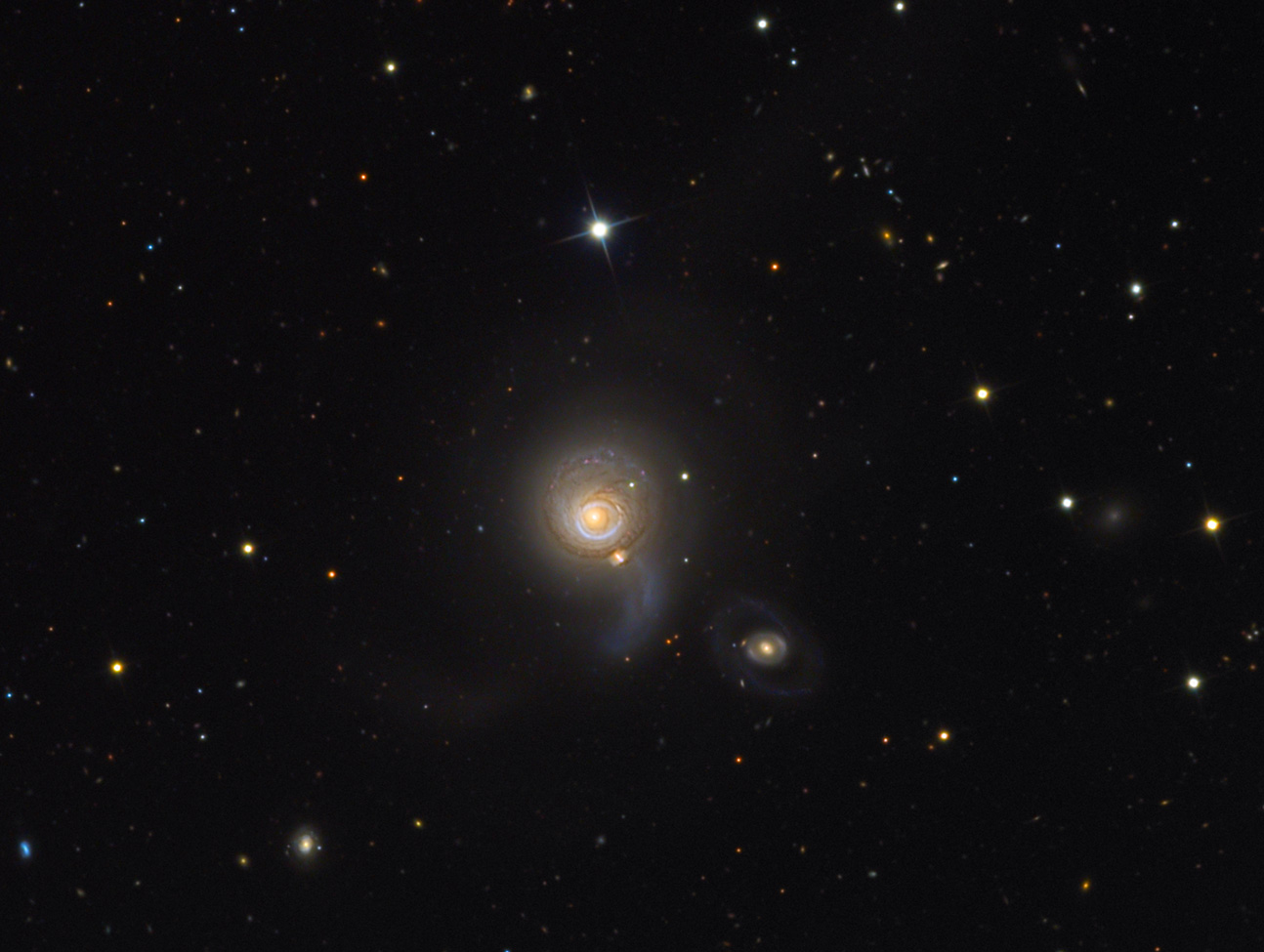
NGC 5613, NGC 5614 et NGC 5615 par Adam Block (Observatoire du mont Lemmon/Université de l'Arizona).
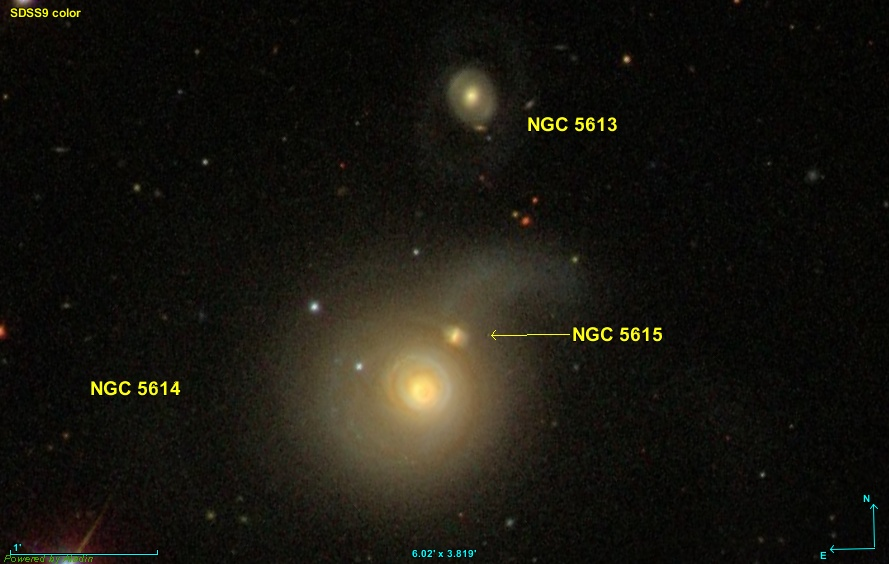
Les trois galaxies d'Arp 178.

## Groupe de NGC 5614
NGC 5614 est la principale galaxie d'un groupe qui porte son nom. Le groupe de NGC 5614 compte au moins quatre membres. Les trois autres galaxies du groupe sont NGC 5533, NGC 5579 et NGC 5615.
À ces quatre galaxies, il faut ajouter PGC 214249, car cette galaxie est en interaction avec NGC 5579.